# Staphylorchis scoliodonii
Staphylorchis scoliodonii är en plattmaskart. Staphylorchis scoliodonii ingår i släktet Staphylorchis och familjen Gorgoderidae. Inga underarter finns listade i Catalogue of Life.